# Gare de Berchem-Sainte-Agathe
Pour les articles homonymes, voir gare de Berchem (homonymie).
La gare de Berchem-Sainte-Agathe (en néerlandais : station Sint-Agatha-Berchem) est une gare ferroviaire belge de la ligne 50 de Bruxelles à Gand située au nord-ouest de la commune de Berchem-Sainte-Agathe, en région Bruxelles-Capitale.
Une première halte est mise en service en 1864 avant de devenir une véritable gare en 1880.
C'est une halte voyageurs de la Société nationale des chemins de fer belges (SNCB) desservie par des trains Suburbains (S) des lignes S10 et S4 du RER bruxellois. Elle permet des correspondances avec la ligne de tram 82 de la STIB.

## Situation ferroviaire
Établie à 36 mètres d'altitude, la gare de Berchem-Sainte-Agathe est située au point kilométrique (PK) 7,60 de la ligne 50 de Bruxelles à Gand, entre les gares de Jette et de Grand-Bigard.

## Histoire
Une halte sans bâtiment de gare définitif est mise en service le 7 août 1864 sur la ligne de Bruxelles à Gand. Le 14 avril 1880 a lieu dans la salle d'attente de la gare de Bruxelles-Nord une adjudication publique pour un lot de 9 bâtiments de gares (avis du 28 février 1880) : « Eppeghem, Weerde, Wavre-Sainte-Catherine, Hérent, Bodeghem-Saint-Martin, Berchem-Sainte-Agathe, Héver, Corbeek-Loo et Dilbeek. ».
C’est en 1880 qu'est construit le bâtiment définitif, d'une superficie de 207,90 m2, est construit en 1880. Il s'agit d’un bâtiment correspondant aux directives de 1880 qui instaure un modèle standard pour les gares secondaires mais laissait les différents groupes régionaux mettre au point l’aspect esthétique et l’agencement de ces gares.
Le groupe de Bruxelles-Nord réalisa neuf gares identiques qui comptaient un corps central de trois travées avec un toit sous bâtière à angle aigu très marqué encadré par une longue aile de six travées (celle de Berchem-Sainte-Agathe en possèdera par la suite huit) sous toiture en croupe servant de salle d’attente et, de l’autre côté, par aile une de service, plus courte, de deux travées sous bâtière. Sauf à Berchem-Sainte-Agathe, le mur latéral de l'aile principal donne accès au magasin des colis.
Construites en briques, elles possédaient initialement des charpentes décoratives aux pignons.
À Berchem-Sainte-Agathe et Bodegem-Saint-Martin, la longue aile contenant la salle d’attente se trouve à droite, contrairement à celle de Dilbeek dont la disposition est inversée.
Sur les neuf gares de ce modèle construites sur les lignes 25, 36, 50 et 53, trois se trouvaient sur la ligne 50 et elles sont les seules à avoir survécu jusqu’à aujourd’hui. La gare de Berchem-Sainte-Agathe est classée, au même titre que les deux autres.
Actuellement, la façade de la gare est peinte en blanc, ce qui n’est pas sa couleur d’origine et cache l’alternance de briques grises et rouges de la façade, visible sur les autres gares de ce type. Un bâtiment séparé, désormais démoli, abritait les toilettes.
Des travaux de rénovation ont vu la suppression du passage à niveau qui bordait la gare afin de permettre l’allongement des quais.
L’arrêt des trams et des bus a été réaménagé et le tram 82 a désormais son terminus sur un quai qui borde directement la voie 2.
En attendant la construction d’une passerelle définitive, une passerelle provisoire a été installée entre les deux voies.

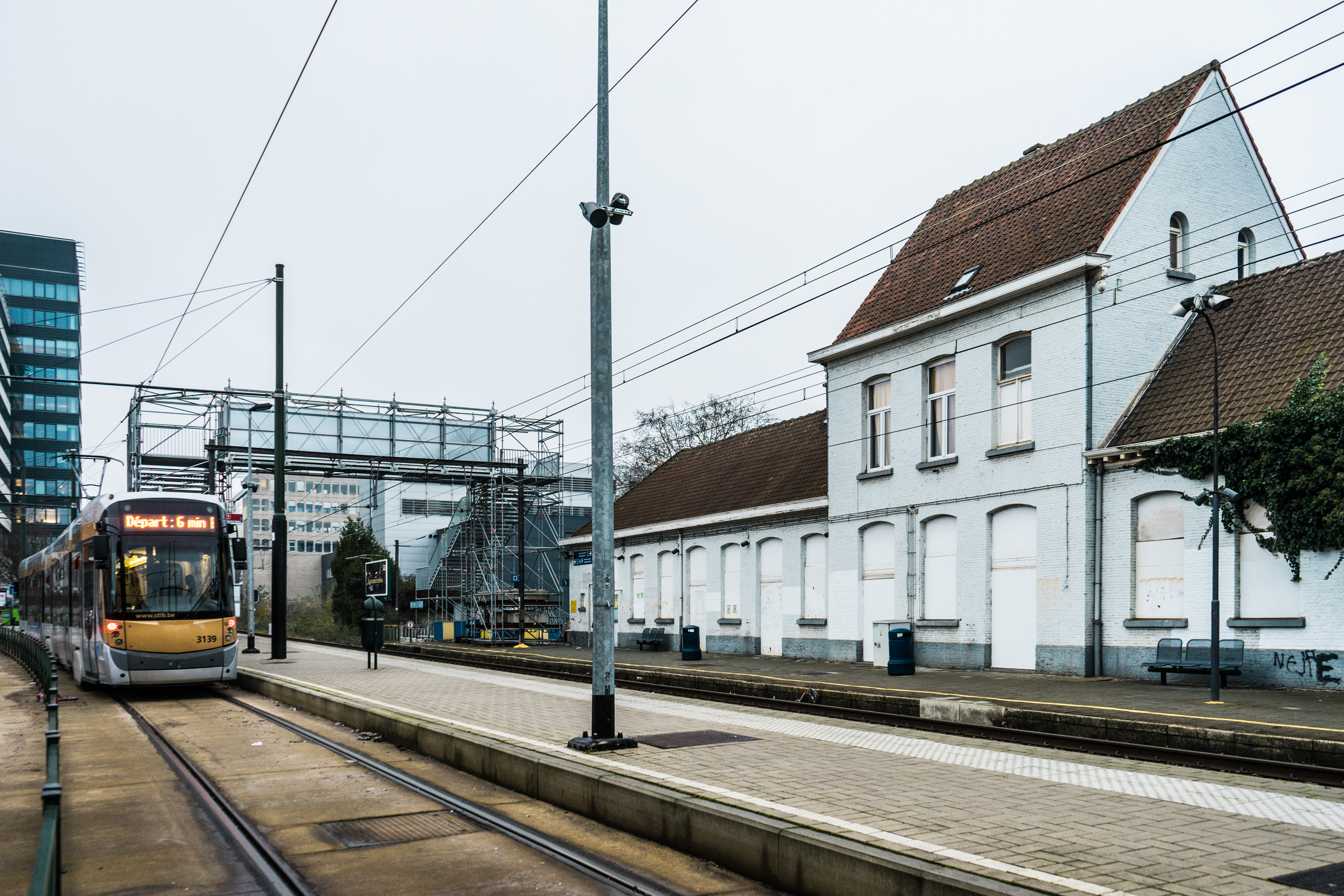
La gare, côté quais et le nouveau terminus du tram.
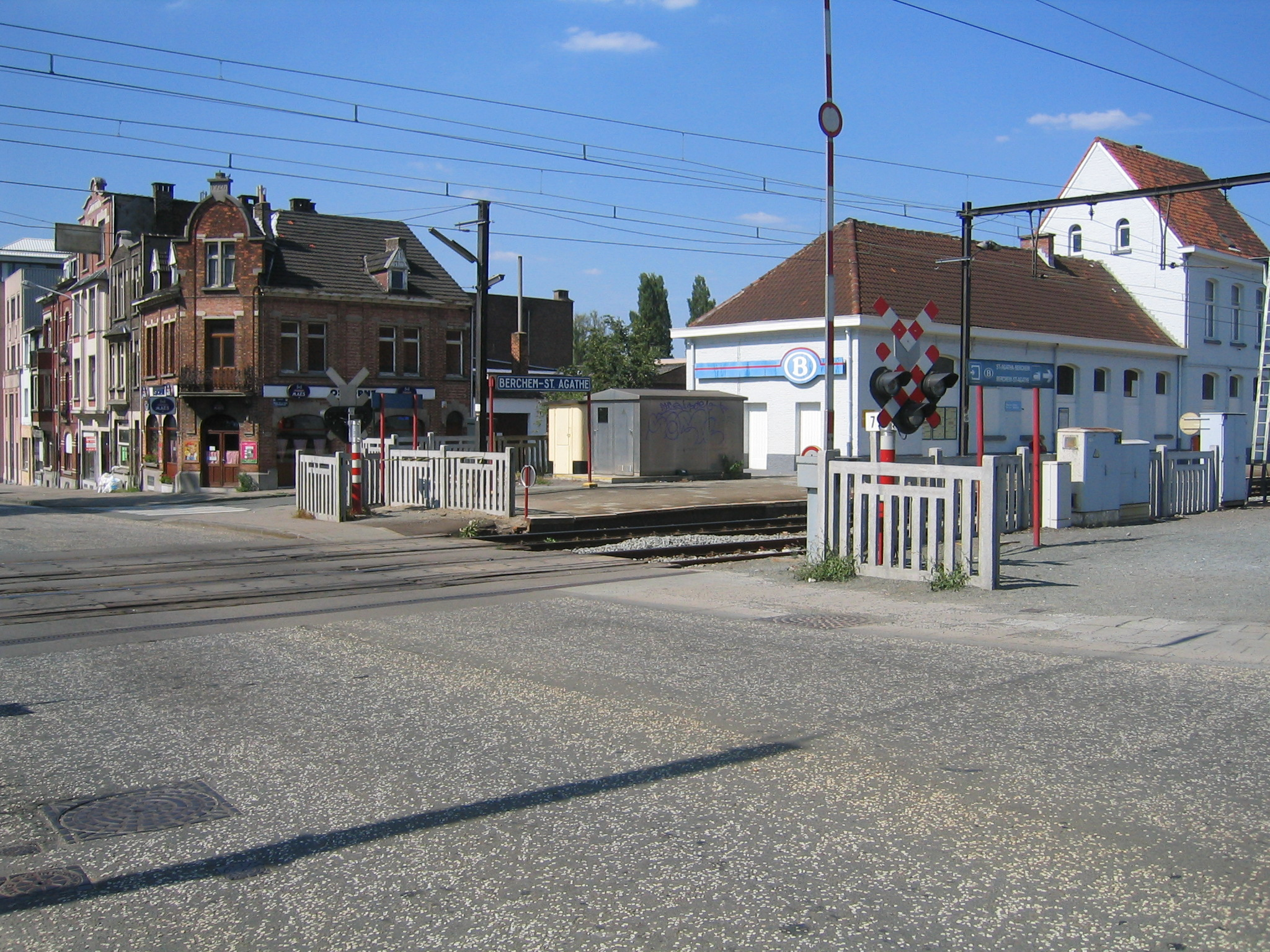
Passage à niveau désormais supprimé et remplacé par une passerelle provisoire.
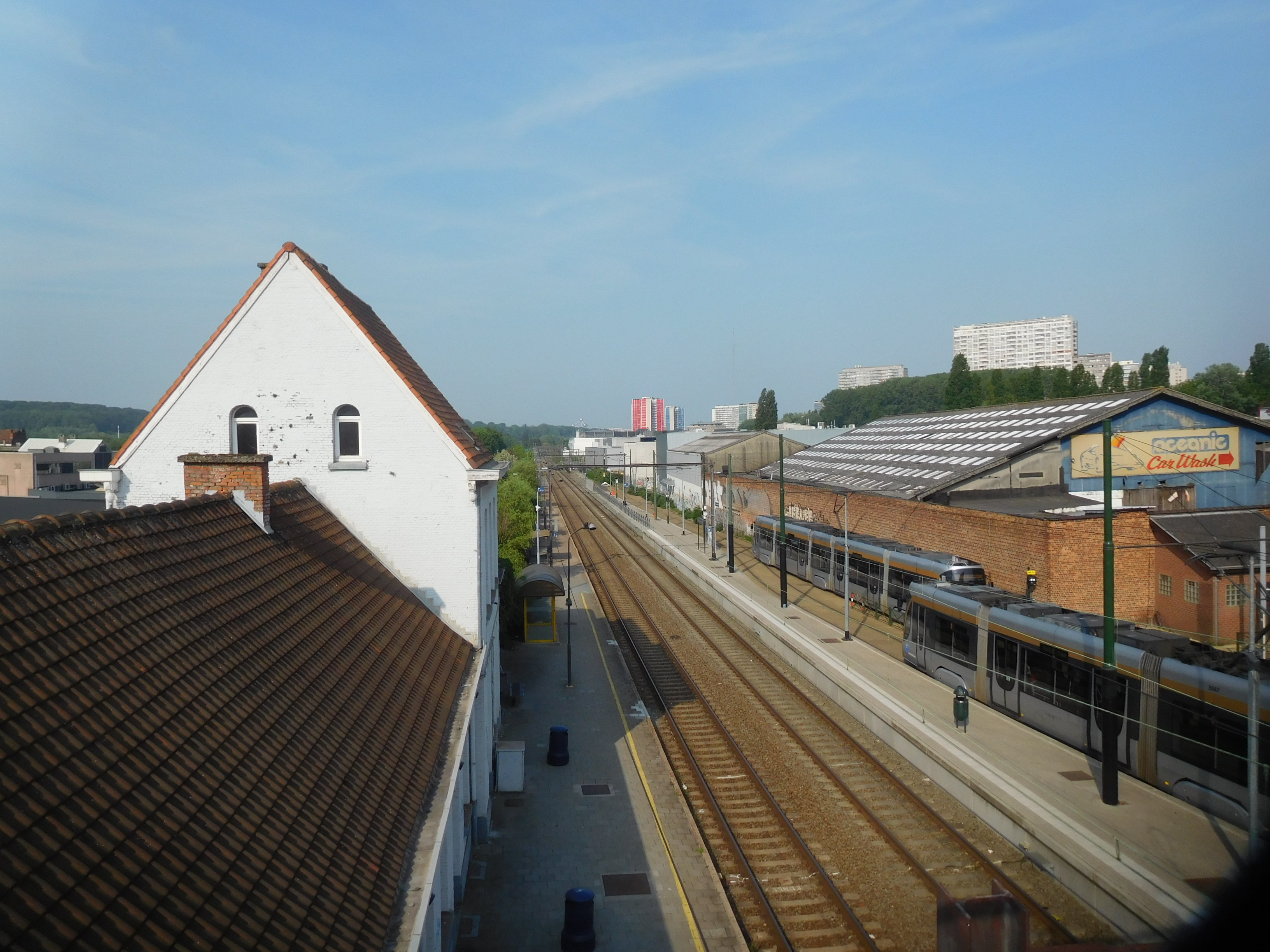
Pignon du corps central et bâtière à angle aigu. Au second-plan, la voie en impasse des trams.
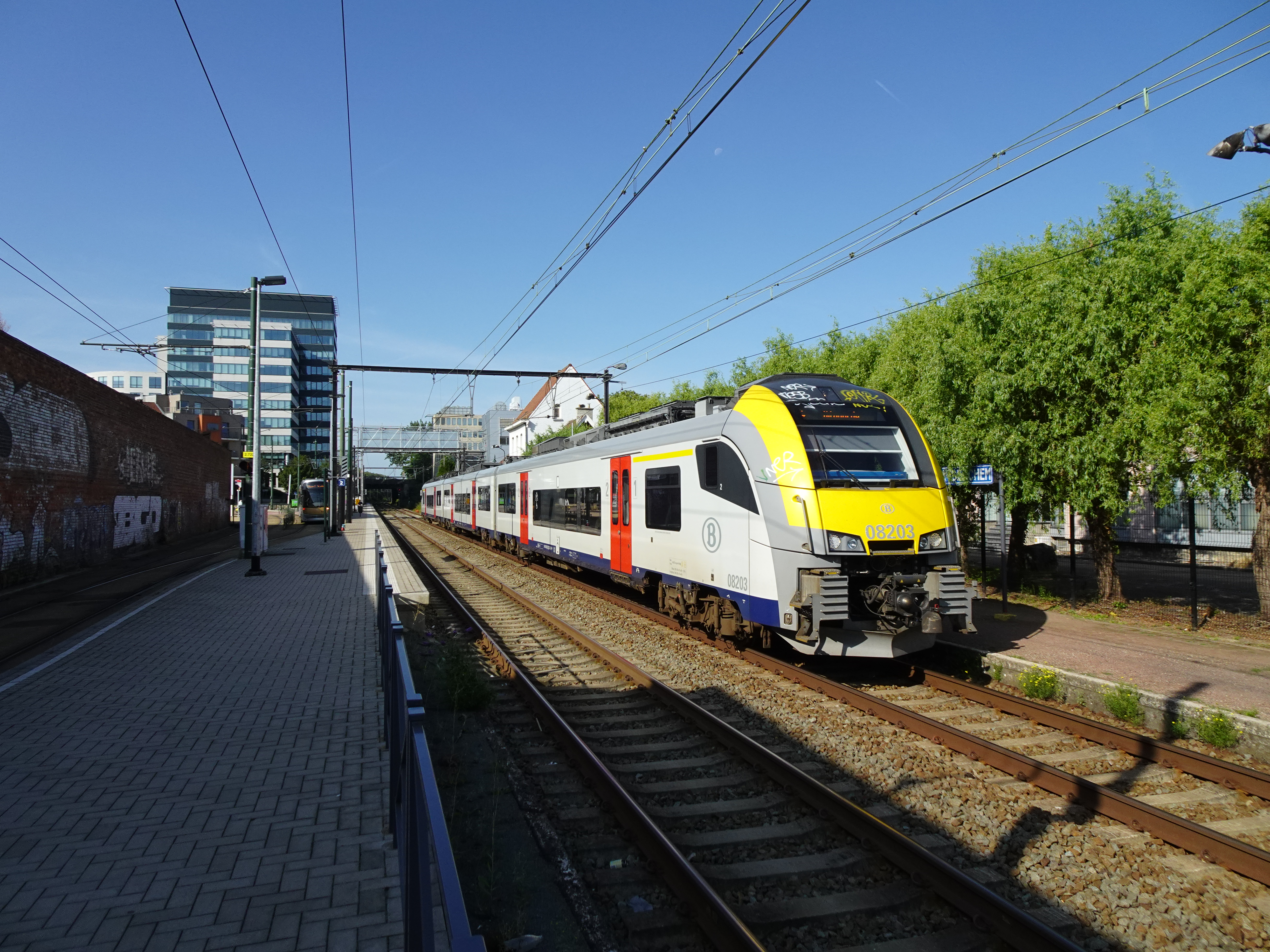
Train à quai.

## Service des voyageurs

### Accueil
Halte SNCB, c'est un point d'arrêt non géré (PANG) à accès libre.

### Desserte
Berchem-Sainte-Agathe est desservie par des trains Suburbains (S), de la SNCB .
La desserte, cadencée à l’heure, comprend, en semaine et les week-ends, des trains S10 reliant Bruxelles-Midi à Alost renforcés en semaine par deux trains supplémentaires en heure de pointe (le matin vers Bruxelles et l’après-midi vers Alost).
Il existe également des trains S4 qui relient Malines à Alost via Bruxelles-Schuman et circulent uniquement les jours de semaine.

### Intermodalité

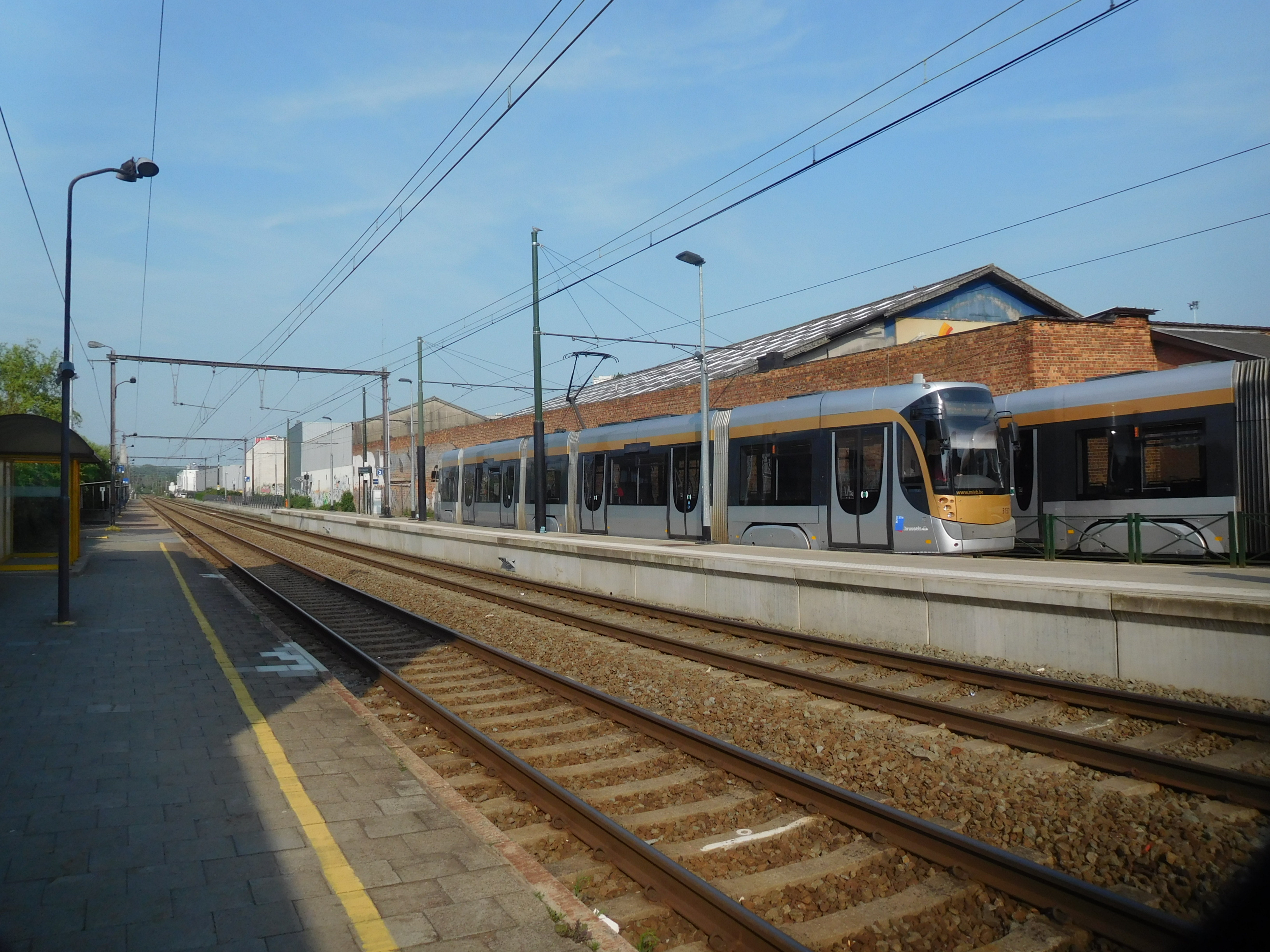
Le nouveau terminus du tram 82 se situe sur le même quai que celui utilisé par les trains.
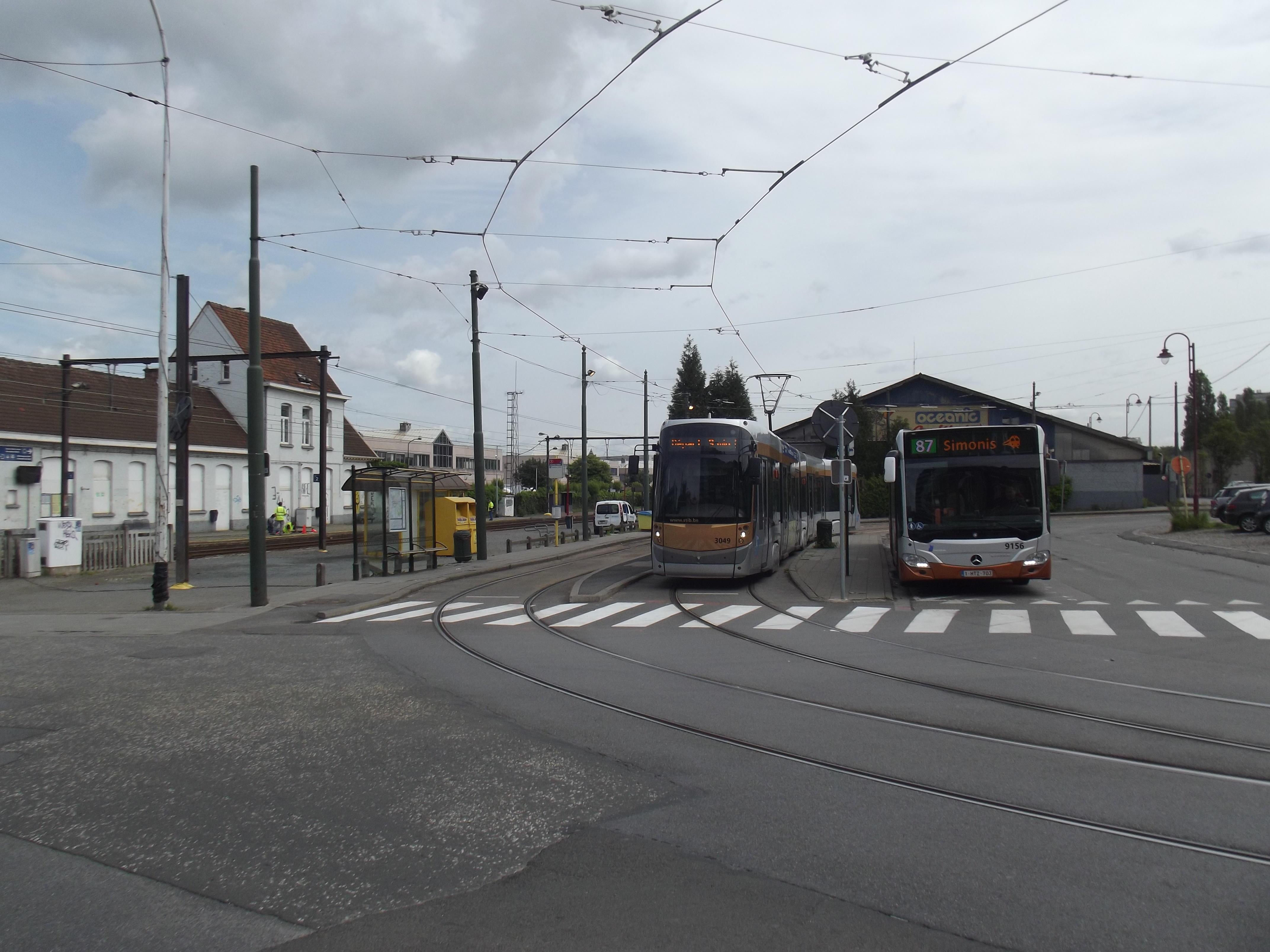
L'ancien terminus de la STIB avant les travaux de réaménagement.

Un parc pour les vélos et un parking pour les véhicules y sont aménagés. la gare est desservie par un l'arrêt terminus Gare de Berchem de la ligne 82 du Tramway de Bruxelles, les bus des lignes 84 et 87 du réseau STIB, la ligne N16 du réseau Noctis et la ligne 136 du réseau De Lijn. Cet arrêt permet une correspondance directe avec les voies.

## Comptage voyageurs
Ce graphique et tableau montre le nombre de voyageurs embarquant en moyenne durant la semaine, le samedi et le dimanche.
| Nombre de passagers qui embarquent à la gare de Berchem-Sainte-Agathe | Nombre de passagers qui embarquent à la gare de Berchem-Sainte-Agathe | Nombre de passagers qui embarquent à la gare de Berchem-Sainte-Agathe | Nombre de passagers qui embarquent à la gare de Berchem-Sainte-Agathe |
|                                                                       | Semaine                                                               | Samedi                                                                | Dimanche                                                              |
| --------------------------------------------------------------------- | --------------------------------------------------------------------- | --------------------------------------------------------------------- | --------------------------------------------------------------------- |
| 1977                                                                  | 1 733                                                                 | 130                                                                   | 116                                                                   |
| 1978                                                                  | 1 715                                                                 | 168                                                                   | 103                                                                   |
| 1979                                                                  | 1 404                                                                 | 180                                                                   | 106                                                                   |
| 1980                                                                  | 1 380                                                                 | 150                                                                   | 82                                                                    |
| 1981                                                                  | 1 249                                                                 | 130                                                                   | 72                                                                    |
| 1982                                                                  | 1 217                                                                 | 107                                                                   | 79                                                                    |
| 1983                                                                  | 920                                                                   | 93                                                                    | 33                                                                    |
| 1984                                                                  | 616                                                                   | 102                                                                   | 88                                                                    |
| 1985                                                                  | 734                                                                   | 127                                                                   | 82                                                                    |
| 1986                                                                  | 547                                                                   | 99                                                                    | 60                                                                    |
| 1987                                                                  | 733                                                                   | 130                                                                   | 80                                                                    |
| 1988                                                                  | 623                                                                   | 152                                                                   | 61                                                                    |
| 1989                                                                  | 525                                                                   | 140                                                                   | 84                                                                    |
| 1990                                                                  | 436                                                                   | 103                                                                   | 55                                                                    |
| 1991                                                                  | 491                                                                   | 90                                                                    | 64                                                                    |
| 1992                                                                  | 390                                                                   | 99                                                                    | 52                                                                    |
| 1993                                                                  | 429                                                                   | 65                                                                    | 58                                                                    |
| 1994                                                                  | 405                                                                   | 79                                                                    | 39                                                                    |
| 1995                                                                  | 323                                                                   | 67                                                                    | 50                                                                    |
| 1996                                                                  | 404                                                                   | 74                                                                    | 60                                                                    |
| 1997                                                                  | 403                                                                   | 82                                                                    | 70                                                                    |
| 1998                                                                  | 445                                                                   | 77                                                                    | 42                                                                    |
| 1999                                                                  | 420                                                                   | 96                                                                    | 58                                                                    |
| 2000                                                                  | 483                                                                   | 106                                                                   | 56                                                                    |
| 2001                                                                  | 483                                                                   | 97                                                                    | 160                                                                   |
| 2002                                                                  | 445                                                                   | 86                                                                    | 53                                                                    |
| 2003                                                                  | 533                                                                   | 82                                                                    | 61                                                                    |
| 2004                                                                  | 557                                                                   | 120                                                                   | 70                                                                    |
| 2005                                                                  | 656                                                                   | 146                                                                   | 83                                                                    |
| 2006                                                                  | 675                                                                   | 112                                                                   | 75                                                                    |
| 2007                                                                  | 649                                                                   | 118                                                                   | 85                                                                    |
| 2008                                                                  | -                                                                     | -                                                                     | -                                                                     |
| 2009                                                                  | 589                                                                   | 100                                                                   | 71                                                                    |
| 2010                                                                  | -                                                                     | -                                                                     | -                                                                     |
| 2011                                                                  | -                                                                     | -                                                                     | -                                                                     |
| 2012                                                                  | 685                                                                   | 142                                                                   | 100                                                                   |
| 2013                                                                  | 773                                                                   | 134                                                                   | 111                                                                   |
| 2014                                                                  | 891                                                                   | 117                                                                   | 100                                                                   |
| 2015                                                                  | 815                                                                   | 126                                                                   | 131                                                                   |
| 2016                                                                  | 695                                                                   | 188                                                                   | 119                                                                   |
| 2017                                                                  | 788                                                                   | 172                                                                   | 120                                                                   |
| 2018                                                                  | 770                                                                   | 166                                                                   | 158                                                                   |
| 2019                                                                  | 793                                                                   | 168                                                                   | 132                                                                   |
| 2020                                                                  | 456                                                                   | 65                                                                    | 38                                                                    |
| 2021                                                                  | -                                                                     | -                                                                     | -                                                                     |
| 2022                                                                  | 951                                                                   | 215                                                                   | 190                                                                   |
| 2023                                                                  | 1 012                                                                 | 281                                                                   | 262                                                                   |
| 2024                                                                  | 911                                                                   | 275                                                                   | 281                                                                   |